# Симеон (Коссек)
Епископ Симео́н (фр. Évêque Syméon, в миру Жерар Жан Морис Коссек, фр. Gérard Jean Maurice Cossec; род. 12 декабря 1942, Леваллуа-Перре) — архиерей Московского патриархата, епископ Домодедовский (с 2020), викарий Архиепископии западноевропейских приходов русской традиции, настоятель монастыря святого Силуана (с 1990), благочинный Западной Франции, духовный писатель.

## Биография
В 1963—1965 годы проходил военную службу в Германии.
В 1965—1974 годы был монахом-цистерцианцем. В это же время трудился консультантом и социальный работником по работе с безработными.
Окончил Парижский католический институт и Свято-Сергиевский богословский университет.
Встретился с архимандритом Софронием (Сахаровым), в 1979 году принят в лоно православной церкви и стал духовным сыном архимандрита Софрония.
18 февраля 1984 года над ним была совершена хиротесия во чтеца, а 15 декабря того же года — в иподиакона. 10 февраля 1985 года он был хиротонисан во диакона, а 15 февраля 1986 года — пострижен в мантию с именем Симеон в честь святого Симеона Нового Богослова. 21 декабря 1986 года состоялась его хиротония во иеромонаха. Служил вторым священником на франкоязычном приходе иконы Божией Матери «Всех Скорбящих Радосте» и преподобной Геновефы Московского патриархата в Париже. 12 февраля 1988 года возведён в сан игумена.
1 августа 1990 года стал настоятелем основанного им тогда же Монастыря во имя преподобного Силуана Афонского близ местечка Сен-Мар-де-Локене (департамент Сарт) в 200 км юго-западнее Парижа. Был членом исполнительного комитета международной Ассоциации преподобного Силуана Афонского.
16 марта 1993 года пострижен в великую схиму.
24 сентября 2000 года был возведён в сан архимандрита епископом Корсунским Иннокентием (Васильевым). Был духовником Корсунской епархии.
Основал два прихода — святого Иакова в Кемпере, а также Благовещенский в Анже.
Принял решение о переходе в Экзархат приходов русской традиции в Западной Европе Константинопольского патриархата. «Причиной была франкоязычность монастыря, что более близко Экзархату, чем почти полностью русскоязычной Корсунской епархии». 5 июля 2007 года архиепископ Команский Гавриил (де Вильдер) обратился к архиепископу Корсунскому Иннокентию (Васильеву) с просьбой ходатайствовать перед Святейшим Патриархом Московским и всея Руси Алексием II и Священным Синодом Русской Православной Церкви о предоставлении отпускной грамоты клирику Корсунской епархии архимандриту Симеону (Коссеку). 21 августа 2007 года Священный синод Московского патриархата констатировал, что «вопрос о предоставлении отпускной грамоты архимандриту Симеону (Коссеку) может быть рассмотрен после окончательного урегулирования положения клириков, ранее принятых в экзархат западноевропейских русских приходов в ведении Константинопольского патриархата без соблюдения установленной канонической процедуры». 12 октября 2007 года Священный синод Русской православной церкви предоставил архимандриту Симеону отпускную грамоту для перехода в Западноевропейский экзархат русских приходов Константинопольского патриархата. Оставаясь настоятелем своей обители, в 2011 году стал также благочинным общин Западной Франции, куда входило 11 приходов.
В 2012 году благодаря усилиям нескольких верующих и под руководством архимандрита Симеона был создан приход Благовещения Богоматери в Анже, который затем стал обслуживать священник Антоний Гелино.
После ухода на покой архиепископа Команского Гавриила (де Вильдера) в январе 2013 года был выдвинут одним из кандидатов в правящего архиерея Западноевропейского экзархата русских приходов, но патриарх Константинопольский Варфоломей отклонил его избрание из-за «отсутствия спокойствия» в экзархате. На утверждение патриарху Варфоломею и Священному синоду был представлен список из трёх кандидатов: архимандрита Симеона (Коссека), архимандрита Иова (Гечи) и архимандрита Григория (Папатомаса), составленный с учётом поправок, внесённых до того в Устав архиепископии. 1 ноября 2013 года в начале внеочередной сессии Ассамблеи местоблюститель Западноевропейского экзархата митрополит Эммануил сообщил, что Синод не утвердил двоих кандидатов — Григория (Папатомаса) и Симеона (Коссека), а для обеспечения реальности выбора Священный синод представил две кандидатуры — архимандрита Виссариона (Комзиаса) и иеромонаха Михаила (Анищенко). Делегаты избрали на должность управляющего Западноевропейским экзархатом русских приходов архимандрита Иова (из 191 делегата собора за архимандрита Иова проголосовали 109, за архимандрита Виссариона (Комзиаса) — 33 и за иеромонаха Михаила (Анищенко) — 9 человек.
Весной 2015 года указом архиепископа Иова (Гечи) назначен временным исполняющим обязанности настоятеля церкви святого Мартина Милостивого в Туре.
Поддержал архиепископа Иоанна (Реннето), принятого 14 сентября 2019 года в Московский патриархат, и последовал за ним. 4 ноября 2019 года в Патриаршем Успенском соборе Московского Кремля сослужил патриарху Московскому и всея Руси Кириллу.

## Архиерейство
24 января 2020 года на очередной Генеральной ассамблее Архиепископии западноевропейских приходов русской традиции 111 голосами из 132 избран викарием данной архиепископии. 11 марта того же года Священный синод Русской православной церкви утвердил избрание, определив ему титул «Домодедовский».
26 июня 2020 года в соборе Александра Невского в Париже состоялось наречение во епископа Домодедовского. 27 июня в том же соборе состоялось его хиротония во епископа Домодедовского, викария Архиепископии западноевропейских приходов русской традиции. Хиротонию совершили: митрополит Дубнинский Иоанн (Реннето), митрополит Корсунский и Западноевропейский Антоний (Севрюк), архиепископ Мадридский и Лиссабонский Нестор (Сиротенко), епископ Нямецкий Марк (Альрик) (Румынская православная церковь).

## Награды
Государственные
- 20 ноября 2015 года указом президента Франции награждён национальным орденом «За заслуги»[22]. 4 марта 2016 года в монастыре святого Силуана в Сен-Марс-де-Локкене префект Сарта Корин Ожеховски вручила архимандриту Симеону знаки кавалера Национального ордена «За заслуги»[23].

Церковные
- Орден Преподобного Серафима Саровского III степени (12 декабря 2022) — во внимание к усердному архипастырскому служению и в связи с 80-летием со дня рождения[24]